# Podibna
Podibna (ukr. Подібна) – wieś na Ukrainie, w obwodzie czerkaskim, w rejonie humańskim, w hromadzie Mańkiwka. W 2001 liczyła 1043 mieszkańców, spośród których 1013 wskazało jako ojczysty język ukraiński, 29 rosyjski, a 1 inny.